# Sottosegretario permanente del Foreign Office
Quello che segue è un elenco dei Sottosegretari permanenti nel Foreign Office britannico dal 1790 quando esso venne istituito.
Da non confondere col Parliamentary Under-Secretary of State for Foreign Affairs

## Sottosegretari Permanenti del Foreign Office, 1790-
- febbraio 1790: George Aust
- ottobre 1795: George Hammond (rinunciò nel 1806)
- marzo 1807: George Hammond
- ottobre 1809: William Richard Hamilton
- luglio 1817: Joseph Planta
- aprile 1827: John Backhouse
- 1842: Henry Unwin Addington
- 1854: Edmund Hammond (poi Lord Hammond)
- 1873: Lord Tenterden
- 1882: Sir Julian Pauncefote (poi Lord Pauncefote)
- 1889: Sir Philip Currie
- 1894: Sir Thomas Sanderson (poi Lord Sanderson)
- 1906: Sir Charles Hardinge (poi Lord Hardinge di Penshurst)
- 1910: Sir Arthur Nicolson
- 1916: Lord Hardinge di Penshurst
- 1920: Sir Eyre Crowe
- 1925: Sir William Tyrrell
- 1928: Sir Ronald Lindsay
- 1930: Sir Robert Vansittart
- 1938: Sir Alexander Cadogan
- 1946: Sir Orme Sargent (assieme a Sir William Strang, I Barone Strang, Capo della Sessione Tedesca 1947-1949)
- 1949: Sir William Strang, I Barone Strang (assieme al Capo della Sessione Tedesca: Sir Ivone Kirkpatrick 1949-1950, Sir Donald Gainer 1950-1951)
- 1953: Sir Ivone Kirkpatrick
- 1957: Sir Frederick Hoyer Millar
- 1962: Sir Harold Caccia
- 1965: Sir Paul Gore-Booth (anche Capo del Servizio Diplomatico dal 1968; poi creato barone Gore-Booth di Maltby)
- 1969: Sir Denis Greenhill
- 1973: Sir Thomas Brimelow
- 1975: Sir Michael Palliser
- 1982: Sir Antony Acland
- 1986: Sir Patrick Wright (poi Lord Wright di Richmond)
- 1991: Sir David Gillmore (poi Lord Gillmore di Thamesfield)
- 1994: Sir John Coles
- 1997: Sir John Kerr (poi Lord Kerr di Kinlochard)
- 2002: Sir Michael Jay (poi Lord Jay di Ewelme)
- 2006: Sir Peter Ricketts
- 2010: Simon Fraser